# Вобан, Себастьен Ле Претр де
Себастье́н Ле Претр, маркиз де Воба́н (фр. Sébastien Le Prestre, marquis de Vauban; 1 мая 1633 — 30 марта 1707) — французский военный инженер, маршал, писатель. Выстроенные им крепости объявлены Всемирным наследием человечества. 
Всю свою жизнь Вобан провёл в осадах неприятельских крепостей и в постройке французских крепостей: он построил заново 33 крепости и усовершенствовал до 300 старых, участвовал в 53 осадах и в 104 стычках и сражениях, а также обороне двух крепостей.
Академия наук в 1699 году сделала его своим членом, а Людовик XIV в 1703 году присвоил ему чин маршала.

## Военный инженер
Свою военную карьеру Вобан начал под начальством принца Конде, бывшего в союзе с Испанией и сражавшегося против Франции; взятый в плен в 1653 году, он перешёл во французскую армию. В шестидесятых годах XVII века он начинает заниматься постройкой крепостей, а в 1667 году заставляет капитулировать несколько бельгийских крепостей.
Вобан был боевым инженером и инженером-практиком, прекрасным артиллеристом и тактиком, командовал армией и принимал участие в политике, ему приписывается создание первых армейских подразделений военных инженеров.

### Новатор в осадном искусстве
В области военно-инженерного искусства Вобан совершил резкий переход в способах ведения атаки, оказавшись новатором в осадном искусстве; что касается фортификационных форм, то здесь Вобан, несмотря на предложенные им 4 системы, выказал не столько оригинальность каких-либо новых идей, сколько практический правильный взгляд на вещи и умение применяться к обстановке и местности. Его указаниями и теми началами, какие положил Вобан в основу осадных действий, пользовались до Порт-Артура (1904) включительно.
Вобан также упорядочил приёмы пользования подземными минами. По его настоянию и под его руководством были произведены в 1686 году в Турне опыты над минными взрывами, которые послужили начальными основами теории минного искусства, более поздняя разработка которой принадлежит французскому инженеру Белидору (1698—1761) и французским учёным Гюмпертцу и Лебрену (1805).

### Руководитель инженерных работ

Личный герб.

В 1677 году Вобан был назначен руководителем всех инженерных работ Франции. За пять лет он разработал систему укреплений границ и окружил королевство кольцом крепостей. Культивируя исключительно бастионную систему и отчётливо сознавая её недочёты, Вобан, строго говоря, не оставил какой-либо определённой системы, но его преемники из рассмотрения различных крепостей, которые он построил и исправил, старались вывести общие начала расположения крепостных фортов. Таким образом им удалось составить три способа укрепления или три системы Вобана. Первая из них известна под названием простой, а две другие — под названием первой и второй усиленных систем или ландауской и ней-бризакской систем (по именам построенных Вобаном крепостей Ландау и Ней-Бризак (ныне Нёф-Бризах)).
В первой или простой системе фланки устраивались неперпендикулярно куртине и прикрывались орильонами. Бастионы делали увеличенными, а между фланками и куртиной главного вала была расположена теналь. Вторую систему отличали куртина, отделённая от бастионов, и тур-бастионы (пятиугольные башни, расположенные на одной оси с бастионами, но отделённые от них узкими рвами). В третьей, ней-бризакской системе (она была применена лишь при строительстве Ней-Бризака) также использовались тур-бастионы, но куртина между ними устраивалась не по прямой линии, а по бастионному начертанию. Вторая и третья системы должны были увеличить длительность обороны за счёт дробности построек.
Главный инженерный талант Вобана проявился в его искусстве использовать особенности обстановки и местности, вследствие чего некоторые недостатки его фортификационной системы, указанные теоретически, на местности исчезали. В этом искусстве применения фортификационных форм к обстановке и местности едва ли найдутся у Вобана соперники, и в этом отношении время этого знаменитого инженера, относящееся ко второй половине XVII века, может быть названо эпохой Вобана. 

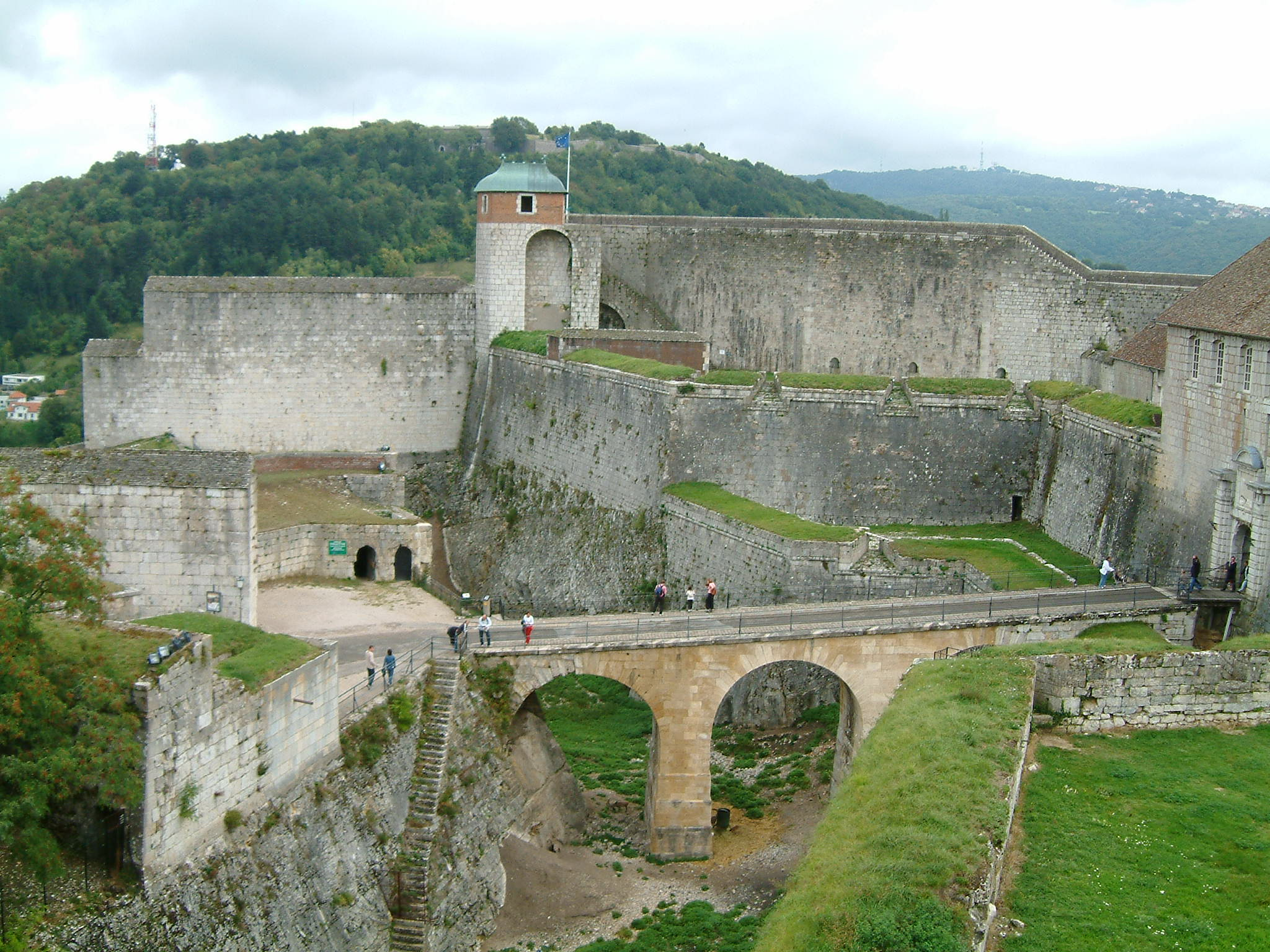
Укрепления, построенные Вобаном в Безансоне

### «Отец постепенной атаки»
Вобан считался во Франции истинным «отцом постепенной атаки», как Эрар де Бар-ле-Дюк — «отцом фортификации» вообще. Основная идея постепенной атаки Вобана была в том, чтобы подаваться вперёд медленно, но верно, с наименьшими потерями, что весьма ярко выражалось афоризмом: «Brûlons plus de poudre, versons moins de sang» (фр. «Сожжём побольше пороху, прольем поменьше крови»). Вобан сначала уничтожал огонь крепостной артиллерии и затем продвигал вперёд пехоту при помощи прикрывающих её подступов и длинных окопов или траншей, названных им «параллелями».
Свой метод Вобан впервые с успехом применил при осаде Маастрихта в 1673 году, а затем применил его c ещё большим успехом при осаде Ата в 1697 году, причём при этой осаде впервые был применен рикошетный огонь.

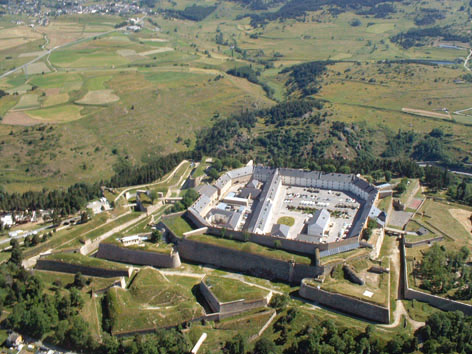
Крепость Мон-Луи

## Писатель
В конце жизни Вобан навлёк на себя неудовольствие короля своей книгой, озаглавленной: «La dîme royale». Она представляла собою критику французской финансовой системы, которой маршал приписывал бедность народа, предлагая заменить все существовавшие тогда налоги одним — королевской десятиной. Сочинение это, в котором красноречиво описывалось бедственное состояние Франции и впервые намечались необходимые реформы, сделалось весьма известным в истории публицистики и политической экономии, а самого Вобана считают предшественником физиократов. В результате Вобан был отставлен от дел, вскоре после этого скончался. Им были написаны ещё несколько сочинений, изданных уже спустя длительное время после его смерти: Oeuvres militaires (1793); Traité de l’attaque des places (1829); Traité de la défense (1829); Mémoires inédits (1841); Mémoires militaires (1847); Oisivetés de V. (1843—1846). 

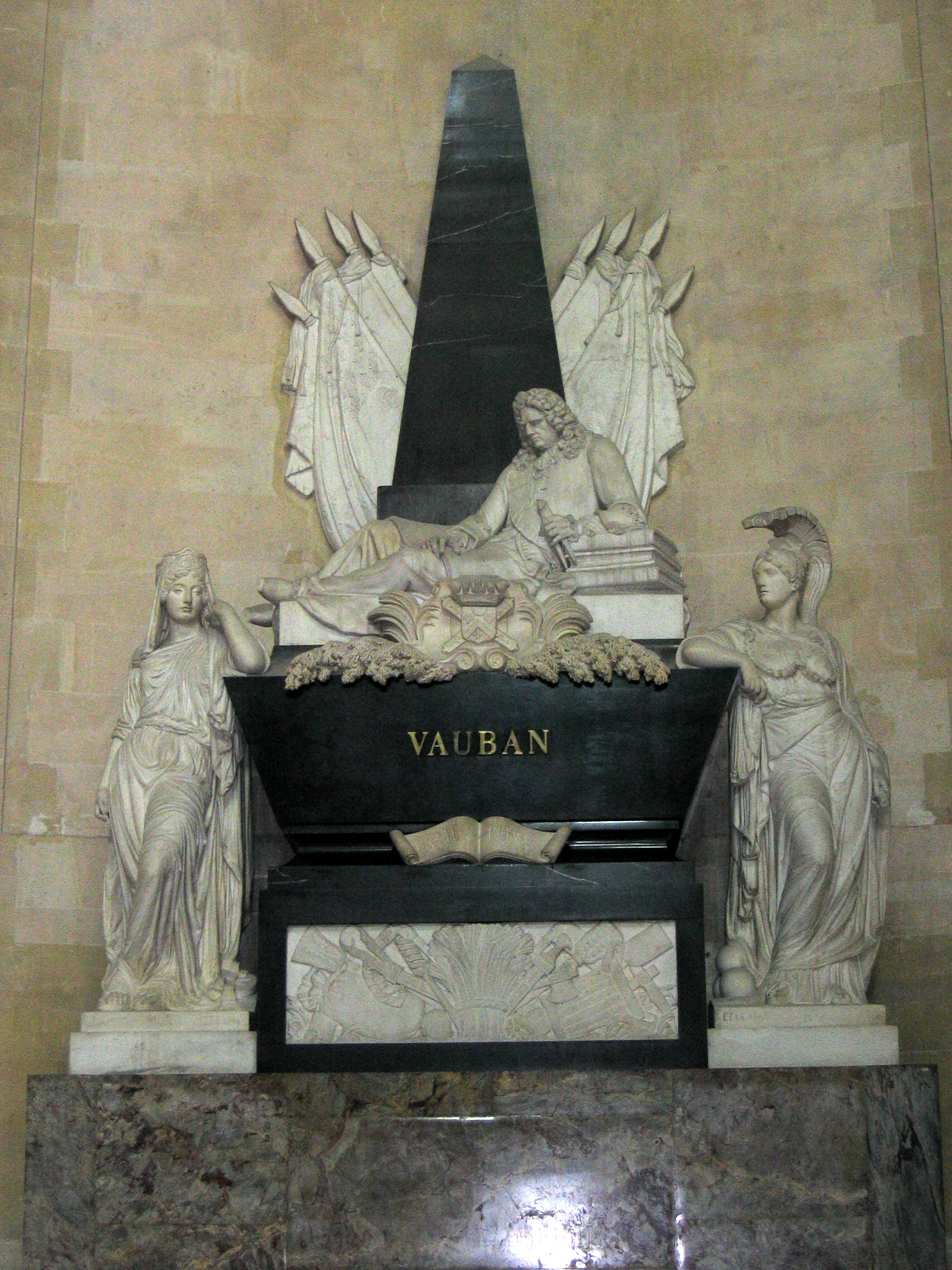
Надгробный памятник Вобану в Доме Инвалидов с аллегорическими фигурами Науки и Войны, скульптор Антуан Этекс

Экономические взгляды Вобана изучал русский экономист Н. К. Бржеский, автор книги «Податная реформа. Французские теории XVIII столетия» (СПб., 1888).

## Память о Вобане
В честь Вобана его родная деревня, прежде называвшаяся Сен-Леже-де-Фушре (Saint-Léger-de-Foucherets), в 1867 году указом Наполеона III была переименована в Сен-Леже-Вобан (Saint-Léger-Vauban).
Вобану посвящён ряд музеев:
- Музей Вобана (дом Вобана) на родине маршала, в деревне Сен-Леже-Вобан;
- Музей Вобана в Нёф-Бризахе.

Возведено несколько памятников Вобану:
- В городе Авалоне, на площади, носящей имя Вобана, работы Бартольди (1873 год);
- Рядом с музеем Вобана в Сен-Леже-Вобан, работы Анатоля Гийо (1905 год);
- Статуя Вобана в сквере рядом с Домом инвалидов в Париже;
- В городе Безансоне, работы Пьера Дюка (2007 год).

2007 год, год трёхсотлетия смерти маршала, был объявлен во Франции годом Вобана. В 2008 году двенадцать крепостей, спроектированных Вобаном, были объявлены ЮНЕСКО памятниками Всемирного наследия. На этот счёт на официальном сайте ЮНЕСКО имеются разночтения. Версии сайта на русском, арабском и испанском языках утверждают, что таких крепостей 13. Однако французская и английская версии, а также карта расположения крепостей, говорят, что крепостей в этом списке 12. Замок Базош, изначально входивший в список, из окончательной его версии был исключён.